# Leo Snijders
Leo Snijders (Tilburg, 25 december 1936 – Tilburg, 26 juli 2018) was een Nederlandse profvoetballer die voor Willem II, VVV en LONGA speelde.

## Loopbaan
Snijders maakte als reserve-speler deel uit van de Willem II-selectie die in 1955 de eerste landskampioen in het Nederlands betaald voetbal werd. In de kampioenscompetitie debuteerde de 18-jarige linksbuiten daar in het eerste elftal, als invaller voor Toon Becx tijdens een thuiswedstrijd tegen NAC (2–2) op 16 juli 1955. Snijders werd in 1956 betrokken bij de transfer van Coy Koopal. De Tilburgers betaalden voor Koopal een transfersom van 57.000 gulden aan VVV dat er Snijders bij de koop toe kreeg. In het seizoen 1956/57 speelde hij nog 26 competitiewedstrijden voor de Venlose eredivisionist, maar het daaropvolgende seizoen verloor hij zijn basisplek aan de nieuwe aanwinst Willy Erkens. In 1958 keerde de linksbuiten weer terug naar Willem II. In totaal kwam hij negen keer uit voor de hoofdmacht van de Tricolores, waarin hij een keer scoorde. Dat gebeurde op 29 januari 1956 in een thuiswedstrijd tegen De Volewijckers (3–0). In 1961 vertrok hij naar LONGA, waar hij nog vier jaar betaald voetbal speelde.
In 1965 keerde LONGA vrijwillig terug naar de amateurs. Leo Snijders vertrok vervolgens naar GSBW waar hij speler-trainer werd. Hij overleed in 2018 op 81-jarige leeftijd.

## Profstatistieken
| Seizoen         | Club            | Competitie       | Competitie | Competitie | Beker | Beker | Overig | Overig | Totaal | Totaal |
| Seizoen         | Club            | Competitie       | Wed.       | Dlp.       | Wed.  | Dlp.  | Wed.   | Dlp.   | Wed.   | Dlp.   |
| --------------- | --------------- | ---------------- | ---------- | ---------- | ----- | ----- | ------ | ------ | ------ | ------ |
| 1954/55         | Willem II       | Eerste klasse B  | 0          | 0          | –     | –     | 1      | 0      | 1      | 0      |
| 1955/56         | Willem II       | Hoofdklasse B    | 6          | 1          | –     | –     | –      | –      | 6      | 1      |
| 1956/57         | VVV             | Eredivisie       | 26         | 6          | 3     | 1     | –      | –      | 29     | 7      |
| 1957/58         | VVV             | Eredivisie       | 4          | 2          | 0     | 0     | –      | –      | 4      | 2      |
| 1958/59         | Willem II       | Eredivisie       | 0          | 0          | 0     | 0     | –      | –      | 0      | 0      |
| 1959/60         | Willem II       | Eredivisie       | 2          | 0          | –     | –     | –      | –      | 2      | 0      |
| 1960/61         | Willem II       | Eredivisie       | 0          | 0          | 0     | 0     | –      | –      | 0      | 0      |
| 1961/62         | LONGA           | Tweede divisie   | –          | 3          | 0     | 0     | –      | –      | –      | 3      |
| 1962/63         | LONGA           | Tweede divisie B | –          | 4          | 1     | 0     | –      | –      | –      | 4      |
| 1963/64         | LONGA           | Tweede divisie B | 18         | 4          | 1     | 0     | –      | –      | 19     | 4      |
| 1964/65         | LONGA           | Tweede divisie B | –          | 2          | 1     | 0     | –      | –      | –      | 2      |
| Carrière totaal | Carrière totaal | Carrière totaal  | –          | 22         | 6     | 1     | 1      | 0      | –      | 23     |

## Erelijst
Willem II
| Nationaal     |    |         |
| Landskampioen | 1x | 1954/55 |